# Disney's Hotel Cheyenne

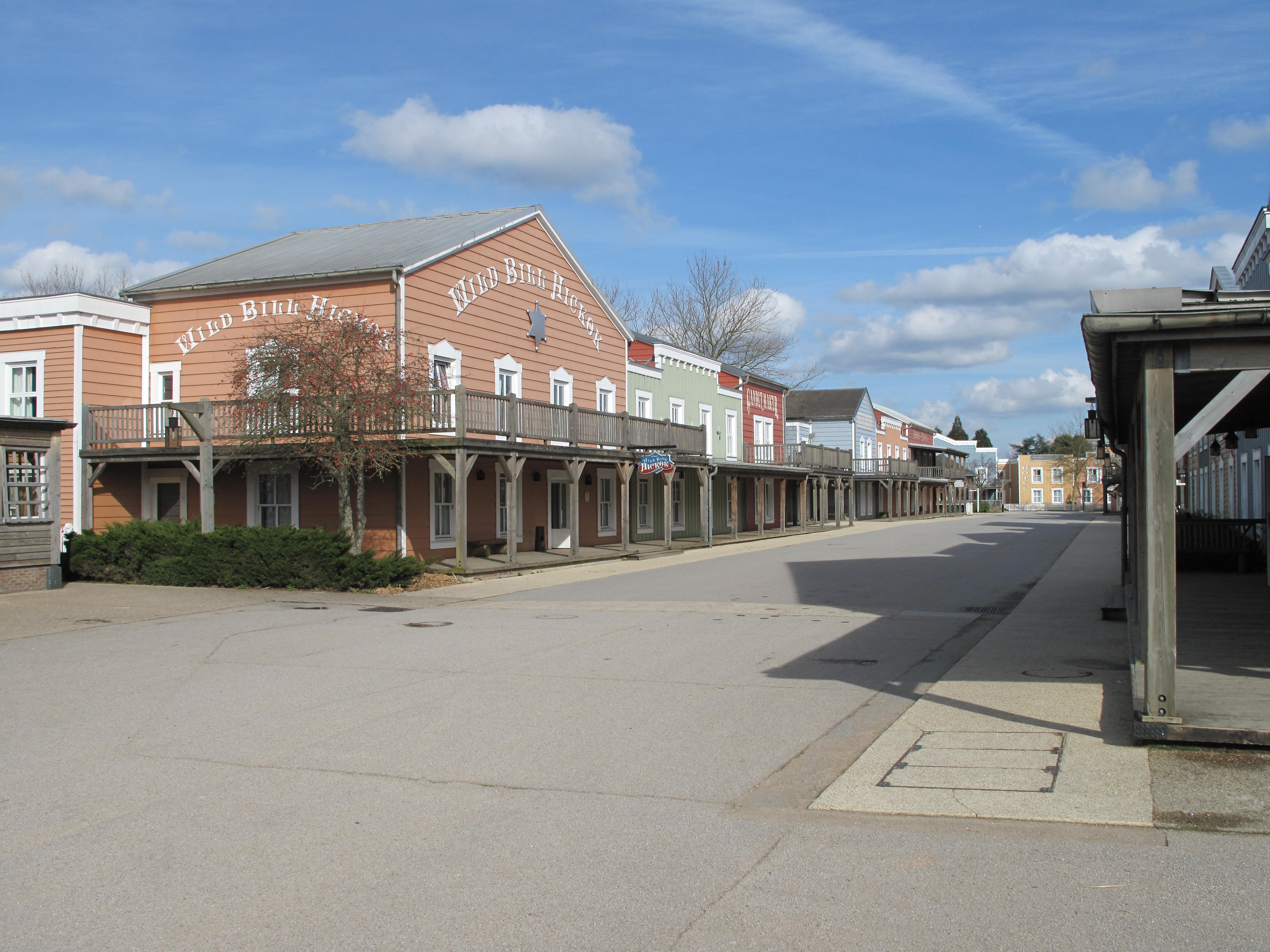
Disney's Hotel Cheyenne, Rue du Bœuf Agile, 77700 Coupvray, Francia

Disney's Hotel Cheyenne es un hotel situado en Disneyland Paris. Diseñado por el arquitecto Robert A. M. Stern  (también el diseñador de Disney's Newport Bay Club), está ideado para representar una ciudad occidental, compuesta por un solo hotel y resort. Esto se logra a través de las fachadas y otra decoración basada en las antiguas historias del lejano oeste. Las fachadas poseen el nombre de varias instituciones occidentales tales como “salón”, “cárcel”, el “El cabrito Billy” o “Annie Oakley”. El hotel comparte parte de sus terrenos con  Disney's Hotel Santa Fe, situado del otro lado de una réplica artificial del Río Grande. 
El hotel fue abierto junto con Disneyland Paris en abril de 1992.